# Distroller

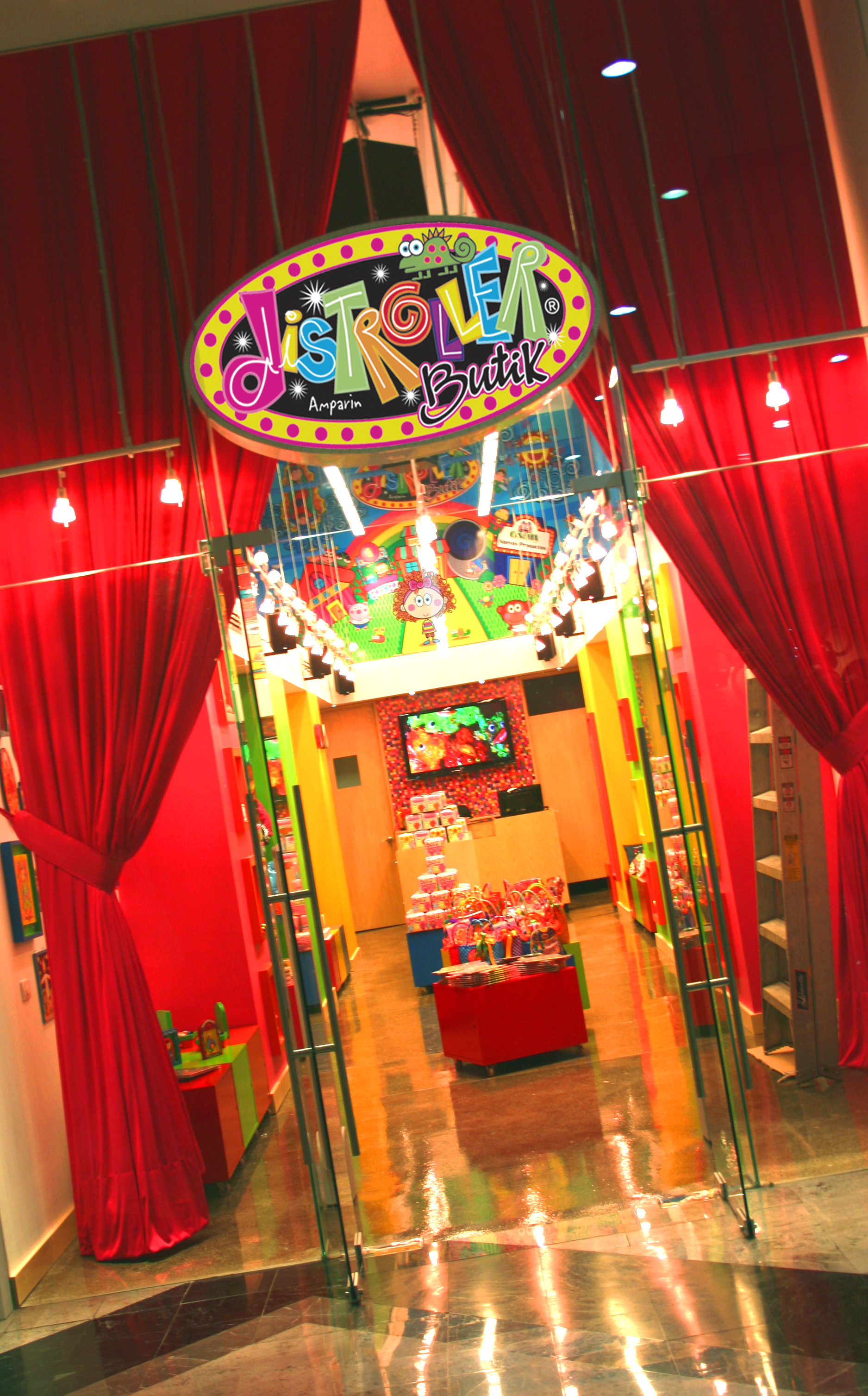
Fachada de tienda Distroller en Pabellón Altavista, Ciudad de México.

Distroller es una empresa mexicana de juguetes, creada por la diseñadora gráfica Amparo «Amparín» Serrano en 2004. La marca se dio a conocer principalmente con la popularización del diseño gráfico Virgencita Plis, en el que se representa a la Virgen de Guadalupe caricaturizada y fue colocada en llaveros, libretas, cuadernos, entre muchos otros productos. Tras su gran éxito, la marca evolucionó a ser empresa de juguetes.

## Historia
En 2004, Amparo Serrano comenzó a crear diseños gráficos para familiares y amigos cercanos, y creó la imagen de Virgencita Plis como respuesta a una solicitud de una amiga suya para un bautizo. El diseño fue ganando popularidad y fue impreso en libretas, mochilas, cuadernos, almohadas, entre muchos otros productos. El nombre de la marca es un juego con la palabra en inglés "destroyer" ("destructor"), creado a partir de un personaje de Amparo 'Amparín' Serrano. 
En 2007, Distroller otorgó la licencia de uso de imagen de los productos en respuesta al uso no autorizado de los diseños en productos a la venta en el Centro Histórico de la Ciudad de México, y a partir de ahí realizó colaboraciones con la marca Scribe y permitió la creación de productos de marca propia. 10 años después, el diseño de Virgencita Plis apareció en una serie de boletos de Lotería Nacional. 
En entrevistas, Serrano declaró que sus ideas tienen origen en la cultura popular mexicana, incluyendo una versión caricaturizada de Frida Kahlo. Sus productos se encuentran a la venta en 60 puntos de venta, incluyendo tiendas propias de la marca. En 2012, lanzó la colección Neonatos Ksimeritos, juguetes de diferentes colores que emulan a bebés recién nacidos con accesorios como chupones, cordón umbilical e incubadoras, juguetes que tuvieron mucha popularidad en México y fueron exportados a otros países de Latinoamérica y España en 2018 como parte de una estrategia de expansión.

## Controversias
En 2018, la colección de juguetes Neonatos y sus comerciales fueron criticados por promover estereotipos de género y tener connotaciones en contra del aborto. Regina Tamés, directora del Grupo de Información en Reproducción Elegita (GIRE), declaró para la sección Verne de El País:
“Es muy desafortunado que en 2018 sigan existiendo juguetes destinados solo a niñas o a niños. En este caso se idealiza la maternidad y se impone a las niñas que es la única aspiración que deben de tener en mente.”
Como respuesta, Serrano expresó que lamenta mucho la "mala interpretación" de sus creaciones, y la empresa negó que sus productos tuvieran carga ideológica católica. En 2024, la canción incluida en el anuncio original de los Ksimeritos se volvió viral en TikTok al ser incluida en una tendencia donde se muestran a personas cuidando a otras personas, animales, plantas u objetos que sean frágiles o estén en peligro constante.
En 2019, como parte de su colección 'Chamoy y Amiguis', Distroller lanzó una muñeca de tez morena llamada "Mole D'Hoya", que incluye una estrella de mar y una garrapata como mascotas. La muñeca fue criticada en redes sociales por "promover la discriminación racista".

## Colecciones de juguetes
- Neonatos
- Chamoy y Amiguis
- Chikiti Pun Taun